# 응암로
응암로(Eungam-ro)는 서울특별시 서대문구 북가좌동에서 은평구 녹번동까지 이어주는 서울특별시도로, 총 연장은 4.1km이며, 서울특별시도 제5301호선의 일부를 이룬다. 도로의 명칭은 행정구역 명칭을 인용한 것에서 유래했다.

## 역사
- 2010년 4월 22일 : 도로명으로 응암로를 고시

## 주요 경유지
- 서대문구
  - 북가좌동
- 은평구
  - 응암동 - 녹번동

## 접촉하는 도로
- 수색로
- 거북골로
- 증가로
- 가좌로
- 은평로
- 진흥로

## 주요 건물 및 시설
- DMC한양아파트 (응암로 28/북가좌동 431)
- 연희한양상가 (응암로 32/북가좌동 431)
- DMC현대아파트 (응암로 33/북가좌동 453)
- 한올뉴타운아파트 (응암로 42/북가좌동 418-22)
- LG전자베스트샵 응암점 (응암로 58/북가좌동 306-24)
- 홈플러스 익스프레스 북가좌점 (응암로 112/북가좌동 279-11)
- 초콜릿동물병원 (응암로 117/북가좌동 333-7)
- 아이티리더스 (응암로 121/북가좌동 333-1)
- 대경아르체아파트 (응암로 133/북가좌동 488)
- 동도하이츠아파트 (응암로 134/북가좌동 273-12)
- 행복마트 (응암로 140/북가좌동 351-8)
- 서울은현교회 (응암로 151/북가좌동 335-2)
- HD현대오일뱅크 응암주유소 (응암로 163/응암동 594-1)
- 푸르네식자재마트 (응암로 165/응암동 595-4)
- 상용빌딩 (응암로 194/응암동 601-71)
- KB국민은행 응암오거리지점 (응암로 197/응암동 600-1)
- KT 매스프리텔 응암점 (응암로 206/응암동 576-44)
- GS칼텍스 서부주유소 (응암로 210/응암동 376-41)
- 서울응암동우체국 (응암로 214/응암동 576-37)
- 명남더블레스2차아파트 (응암로 215/응암동 577-16)
- 바른정형외과의원 (응암로 235/응암동 578-16)
- 서서울농협 총무부 (응암로 242-2/응암동 576-3)
- KT 주안컴퍼니 응암시장점, 홈플러스익스프레스 응암점 (응암로 247/응암동 124-17)
- 밝은문아파트 (응암로 254/응암동 427-113)
- 벧엘블레스빌아파트 (응암로 263/응암동 119-16)
- 미소세상아파트 (응암로 271/응암동 117-35)
- 삼흥리치아파트 (응암로 279/응암동 117-54)
- 모아아파트 (응암로 282/응암동 763)
- 성림빌딩 (응암로 286/응암동 107-12)
- 다원아파트 (응암로 290/응암동 107-4)
- 드림캐시아아파트 (응암로 291/응암동 116-26)
- 선주빌딩 (응암로 292/응암동 107-2)
- 거장메카아파트 (응암로 293/응암동 116-22)
- 서강스카이빌2차아파트 (응암로 295/응암동 116-17)
- 진흥펠리체아파트 (응암로 298/응암동 104-25)
- 드림캐시아아파트 (응암로 305/응암동 109-22)
- SK브로드밴드 은평지점 (응암로 310/응암동 103-20)
- 응암금호아파트 (응암로 318/응암동 739)
- 서강스카이빌1차아파트 (응암로 319/응암동 109-3)
- 웨스트원응암오피스텔 (응암로 321/응암동 109-2)
- 충암장로교회 (응암로 324/응암동 103-35)
- 신현대아파트 (응암로 345/녹번동 176-8)
- 로하스오피스텔 (응암로 347/녹번동 176-6)
- 유일아트리움아파트 (응암로 351/녹번동 176-22)
- 태선라이프빌딩 (응암로 352/녹번동 160-13)
- 조은유통 (응암로 357/녹번동 162-42)
- 예수그리스도후기성도교회 녹번와드 (응암로 363/녹번동 162-10)
- 신진자동차공업사 (응암로 364/녹번동 159-41)
- 해주드림빌아파트 (응암로 366/녹번동 179-11)
- 르노코리아자동차서비스 녹번점 (응암로 375/녹번동 161-4)
- 은평교회 (응암로 376/녹번동 153-16)
- 카포스 서부종합자동차공업사 (응암로 379/녹번동 161-1)

## 철도 연계역
- ● 서울 지하철 6호선 : 역촌역